# Maksim Litvinov
Maksim Maksimovitj Litvinov, född 17 juli 1876, död 31 december 1951, var en sovjetisk politiker, diplomat och Sovjetunionens utrikeskommissarie 1930-1939.

## Biografi
Han föddes som Meir Henoch Mojszewicz Wallach-Finkelstein (ofta förkortat till Max Wallach) i en välmående judisk bankirfamilj i Białystok som då tillhörde Kejsardömet Ryssland.
Litvinov anslöt sig 1898 till Rysslands socialdemokratiska arbetareparti och ändrade sitt namn till Maksim Litvinov, men var också känd som Papasha och Maximovich. På grund av sin politiska aktivitet fängslades Litvinov, men lyckades fly efter 18 månader och var från 1902 bosatt i Schweiz. Året därpå återvände han till Ryssland och vid socialdemokraternas splittring samma år anslöt han sig till bolsjevikerna. Han tvingades åter fly 1906 och var under tio års tid bosatt i London. Efter oktoberrevolutionen 1917 utsågs han till det bolsjevikiska Rysslands representant i London, men arresterades av den brittiska regeringen som dock frigav honom i utbyte mot en brittisk medborgare som fängslats i Moskva. Han utnämndes 1921 till vice folkkommissarie för utrikes ärenden under Georgij Tjitjerin. 1929 slöt han ett säkerhetsfördrag, det så kallade Litvinovprotokollet, med Rumänien, Polen och de baltiska staterna. 

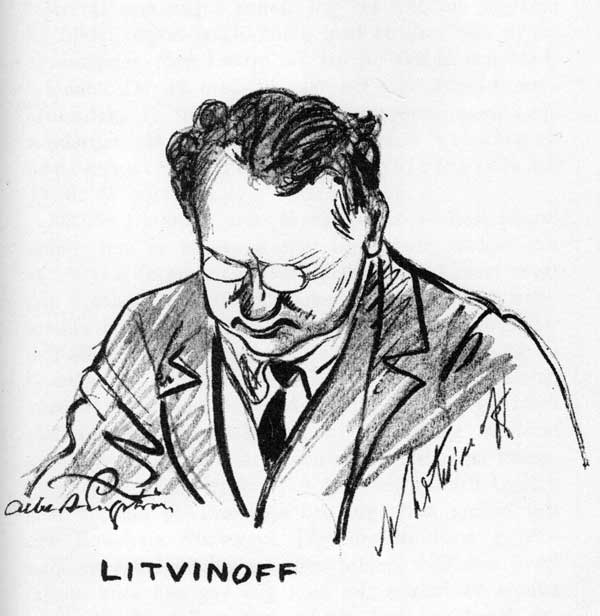
Litvinov porträtterad av Albert Engström 1923.

År 1930 efterträdde han den sjuke Tjitjerin som folkkommissarie för utrikes ärenden (utrikesminisiter). Som utrikesminister förespråkade Litvinov en västorienterad utrikespolitik, lyckades 1933 upprätta diplomatiska förbindelser med USA, förde in Sovjetunionen i Nationernas förbund och avslutade biståndspakter med Tjeckoslovakien och Frankrike 1935. År 1939 avskedades han på grund av sin judiska börd och antityska hållning då Josef Stalin eftersträvade en uppgörelse med Adolf Hitler (samma år slöts Molotov–Ribbentrop-pakten). Åren 1941-1943 var han ambassadör i Washington, D.C. och 1943-1946 åter vice folkkommissarie för utrikes ärenden.
Han var farfar till fysikern, författaren och dissidenten Pavel Litvinov.

### Allmänna källor
- Nationalencyklopedin
- Bra böckers lexikon